# Jagdschloss Kleinarl

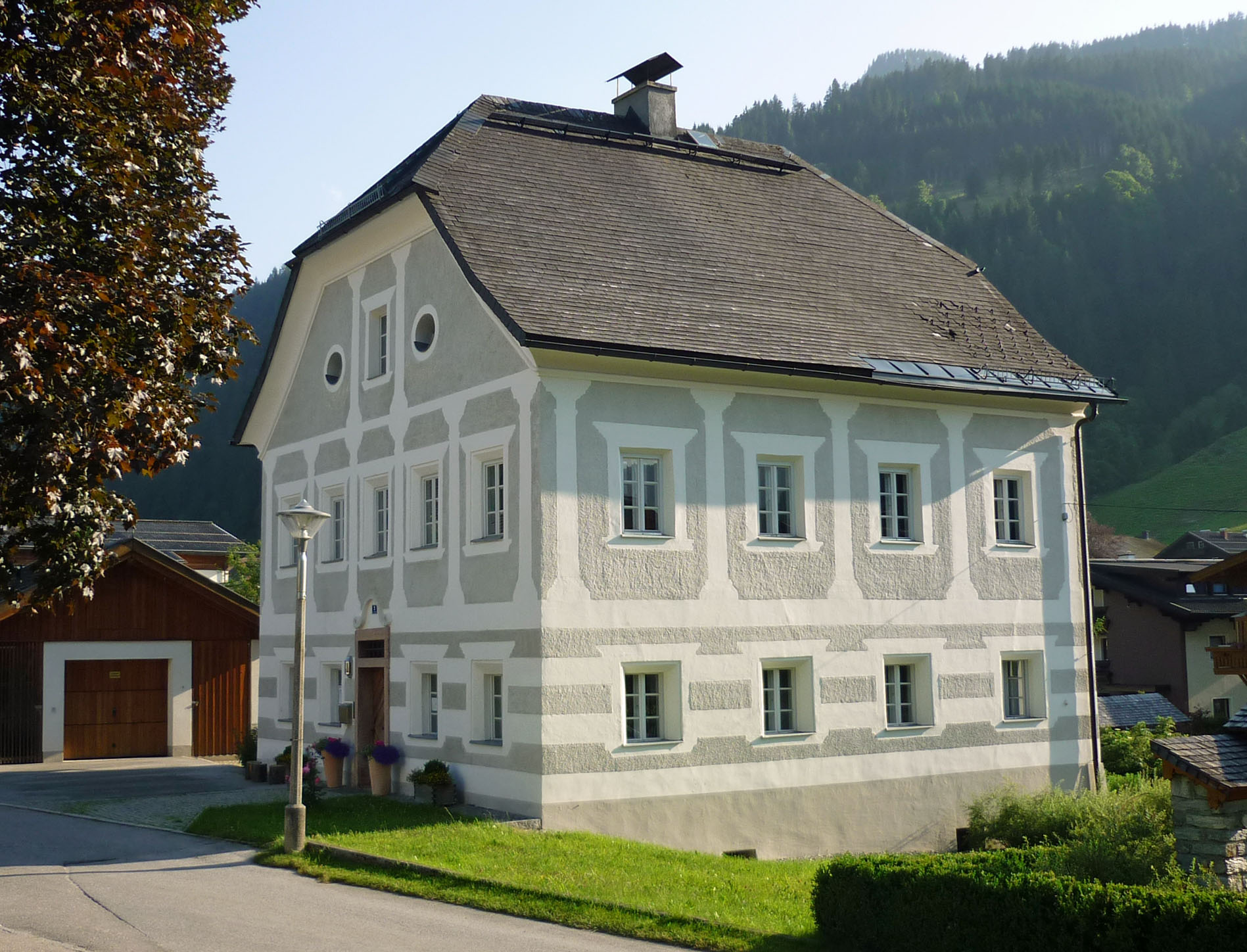
Jagdschloss Kleinarl, heute Pfarrhof

Das Jagdschloss Kleinarl liegt in der gleichnamigen Gemeinde im Bezirk St. Johann im Pongau von Salzburg (Kreuzsalgasse 1).
Das heute als Pfarrhof dienende Gebäude war einst ein Jagdschloss der Salzburger Erzbischöfe im Pongau. Das Gebäude besitzt ein abgewalmtes Satteldach. Die reiche Fassadengliederung stammt von einem Umbau um 1748. Dieser Umbau zu einem Vikariatshaus wurde nach Plänen des Hofbauverwalters Johann Kleber durchgeführt. In dem Gebäude ist heute u. a. eine öffentliche Bücherei untergebracht, zudem finden hier Ausstellungen (Advents- und Krippenausstellung) sowie Veranstaltungen des Katholischen Bildungswerks Salzburg statt.